# Srđan Miodragović Jul
Srđan Miodragović, poznatiji kao Srđan Jul, (1958) jugoslovenski je pevač, gitarista i kompozitor. Rođen je u Beogradu 1958. godine.
Za mnoge tajanstven muzičar, koji se pojavljivao i svojim zvucima gitare nestajao zajedno sa svojim hitovima. U relativno kratkoj muzičkoj “jugoslovenskoj” karijeri, ostavio je bitne tragove. Danas se njegova dela cene među obožavaocima istančanog zvuka 80-ih.

## Karijera

### Počeci
Nebojša Krstić je na svom blogu napisao о susretu sa Margitom iz EKV:
“Magi onda pomene izvesnog Srđana koji strašno svira gitaru, toliko dobro da se Džon Meklaflin oduševio kad ga je čuo, a čuo ga je u Beogradu, posle koncerta sa Mahavišnu orkestrom, u Pinkiju, pa ovaj sad odlazi kod njega u London da sviraju zajedno. Dok mi ona to priča, moj bes prema tom Srđanu značajno raste. Kada se, par godina kasnije, taj dasa bude pojavio u javnosti pod imenom Srđan Jul i kada bude odsvirao svoj hit “Koketa”, meni će, priznajem, biti pomalo drago.”
Koncert je najverovatnije održan juna 1973. godine.
Svoj umetnički rad kao gitarista Srđan počinje u sastavu akustičnog džez benda “Mirni ljudi” koji je Vlajko Lalić osnovao 1976. godine. Inače, Vlajko Lalić je završio srednju muzičku školu “Josip Slavenski” u Beogradu. U istoj školi i generaciji biće i Margita Stefanović.
Kratko 1978. godine je bio član grupe Smak kao gitarista, kada se iste godine pridružio i Dado Topić. Tu je verovatno ostvarena saradnja između ova dva muzičara.
Godine 1979, godine Dado Topić završava dupli solo album “Neosedlani”, a Srđan u pesmama “Let 305” i “Rock 'N' Roll Mama” svira akustičnu gitaru.

### 1979-1982
1979. godine odlazi u London, gde provodi tri godine i studira teoriju muzike na Kraljevskom koledžu. Uporedo, sa velikom željom za sticanje muzičkog znanja, uzima časove džez gitare kod Dejva Klifa.
Vraća se u Jugoslaviju taman u vreme synth i pop rok buma početkom 80-ih. Donosi nova znanja i iskustva. Još tada je izjavio da je njegova želja i san da uspe u Engleskoj, za koju je smatrao da predstavlja izvor moderne pop muzike. San će se obistiniti nekoliko godina kasnije.

### 1982-1985
Ostvaruje saradnju sa Oliverom Mandićem i u njegovoj numeri “Sve su seke jebene” sa albuma “Zbog tebe bih tucao kamen” iz 1982. godine, svira gitaru. Takođe, sarađuje u Olijevom albumu “Dođe mi da vrisnem tvoje ime” iz 1985. godine.
Dana 26. decembra 1984. godine učestvuje na svirci Try Out - koncepcija: Bora Pavićević u SKC, gde se pominju i G. Vejvoda, G. Pojatić, R. Bulatović, M. Petrović, V. Božinović, I. Fece, D. Đaković, H. Stiller, B. Pavićević, P. Pignon, M. Javorski.

### 1985
Godine 1985. izdaje jedini album LP “ Za tobom lud “ za PGP RTB, na kojem se nalazi 9 pesama:
- A1 Samo Za Nju
- A2 Ona Je Ta
- A3 Koketa
- A4 Heart Of Stone
- A5 Tebe Neću Da Dam
- B1 Telu Mome Kradeš Dah
- B2 Malena
- B3 I've Been Watching You
- B4 Za Tobom Lud

Kao hit, odmah se izdvojila “Koketa” po kojoj i danas prepoznaju ovog pevača. Treba naglasiti da je Srđan tekstopisac, aranžer i producent za sve pesme.
Na festivalu MESAM održanog od 7. do 14. decembra 1985. godine, zauzeo je 16. mesto sa pesmom „Samo za nju “. Pored toga, Srđan je kompozitor i aranžer pesme „Ne mogu ubiti ljubav” koju peva Dado Topić (2. mesto na festivalu) i pesme „Fantastično putovanje” koju peva Slađana Milošević (8. mesto na festivalu).

### 1986
Nakon uspeha albuma Srđan radi kompletnu muziku za film „Crna Marija“ Milana Živkovića, jugoslovensku varijantu „Purple Rain“, biografsku fikciju o Prinsovom životu. Muzika za ovaj film ostaje poslednji kompletni Miodragovićev rad. Kako je Srđan naveo, ovo je prvi jugoslovenski rok-film. Takođe navodi:
„Moj glumački zadatak nije težak, jer u stvari igram samog sebe, gitaristu jedne grupe, koji posle smrti klavijaturiste Zenita, glavnog čoveka u bendu, postaje kompozitor i autor svih pesama."
Autor muzike za svih 9 numera bio je Srđan Jul, dok su za tekstove pesama bili zaduženi Milan Delčić, Snežana Jandrlić i Aleksandar Avramović. Prvo prikazivanje filma bilo je 25.06.1986. godine.Srđan se nije pojavio na ovom filmu kao glumac.
Interesantno je da u časopisu Ven (maj 1986) izlazi članak koji objašnjava zašto je Srđan odustao od glavne uloge u filmu.U filmu se pojavljuju scene vođenja ljubavi sa Sonjom Savić. Ljubomorna Srđanova supruga ga je sa snimanja oterala kući zbog nemoralnih scena. Reditelj Milan Živković, načisto je povilenio, jer je Srđanova supruga bila neumoljiva i morali su naći drugog glumca, a do tada snimljen materijal baciti. Ove scene su snimljene sa Milanom Mladenovićem.
Sonja Savić priča o Milanu i „Crnoj Mariji“:
"1986. godine pozove mene Milan telefonom i kaže „Mene su zvali za neki film, za Crnu Mariju“. I mene su zvali za zamenu jer su glumicu zamenili, nije dolazila na probe na vreme. Producent je rekao „Nemoj da se igraš, daj mi Sonju Savić ako hoće“. Znala sam da ću da putujem na Bostonski festival, Ameri su me dvaput zvali u Majami, pa u Majamiju direktor festivala rekao „U septembru ću te zvati na festival“ , a meni trebaju pare. Čujem postavu- Čavajda, Pervić, za Čavajdu mi je bilo vrlo drago, Miško Plavi u celoj priči, koji na kraju svira sa Đurom i mornarima. Kao glavni glumac Srđan Miodragović. Međutim, Srđan Miodragović na sceni neće da skine donji veš, a uvode ljubavnu scenu. Ja kažem „Ljubavna scena nije postojala u scenariju, zašto mi to radite?“
U časopisu Rock (jul 1986) izlazi članak „Njeno veličanstvo gitara“ u kojem se navodi:
„Samo 'velika trojka' Vlatko, Krle i Halil pritiskaju žice sa sva četiri prsta leve ruke kad sviraju solo deonice. Možda je i mladi Srđan Miodragović (Srđan Jul) razvio taj stil, ali on je više kompozitor. Ovo je možda najbitnije za gitaristu i prilično siguran pokazatelj njegovog tehničkog umeća."
Iste godine, kao gitarista, sarađivao je u albumu „Laku Noć Ti Mala“ Peđa D'Boy benda i sa još poznatijim gitaristom Vlatkom Stefanovskim na albumu „Sampled Moonlight“ Kornelije Kovača.
Oliver Mandić snima sa Marinom Perazić duet „Mandarina i banana", koji je Jugoton objavio 1990. godine na albumu „12 popularnih dueta — udvoje je najlepše“. U ovoj pesmi Srđan svira gitaru i ističe se u jednoj solo deonici. Svo troje se pojavljuju u emisiji „Hit Meseca“.

### 1990-e
Početak rata u Jugoslaviji vraća Srđana u Englesku gde radi kao producent i studijski muzičar.
Godine 1997, godine se pridružio еngleskom gotik rok bendu „The Sisters of Mercy“ kao gitarista pod imenom Mike Varjak. U bendu ostaje do 1999. godine. 
Razlozi kreiranja novog imena su različiti. Ako se uzme u obzir da je Srđan oduvek bio mističan, originalan i u duši rok muzičar, onda nije čudo što je izabrao baš ovaj pseudonim. Najverovatnije, Mike – od Miodragović i Varjak (prevod sa mađarskog – vrana (gotika i rok). 
Alfa i omega benda Endrju Eldrič ne izbacuje zvanična izdanja od 1993. i čuvenog sukoba sa Vornerom, ali je Srđanovo remek delo moguće čuti na internetu kao i naći u specijalnom vinil ljubičastom izdanju snimljenom tokom turneje 2009. godine. Muziku je uradio za pesme „Suzanna“ i „Will I Dream?“.
Nakon „Sisters of Мercy“ pridružuje se rok bendu „Jackie on Аccid“, pred kraj 1999. godine. Frontmen ove grupe objašnjava kako je došlo do formiranja
benda i kako je upoznao Mike Varjaka. U intervju jeseni 2000. godine, tvrdi da je Varjaka upoznao (ne navodeći mesto) ali tokom terapija na odvikavanju od zavisnosti.
Poslednji rad u Jugoslaviji je 1997. godine gde učestvuje u snimanju albuma „Ljubav traje dugo“ sastava Fen X. Ovde je prateći vokal i gitarista u naslovnoj pesmi „Ljubav traje dugo“ zatim u pesmi „Sanjaj“ i „ 2 puta zajedno“.
Srđan Jul ostaje primer možda jedinog autentičnog muzičkog producenta i izvođača koji je stvarao po najvišim standardima tada popularnog žanra i stila. Danas se uživa u svom malom ali kvalitetnom opusu.